# Última parada, el paraíso
Última parada, el paraíso (en rumano: Terminus Paradis) es una película dramática rumana de 1998 dirigida por Lucian Pintilie. Se inscribió en el 55.ª Festival Internacional de Cine de Venecia. La película fue seleccionada como la entrada rumana a la Mejor Película en Lengua Extranjera en la 71.ª edición de los Premios de la Academia, pero no fue nominada.

## Reparto
- Costel Cascaval como Mitu
- Dorina Chiriac como Norica
- Gheorghe Visu como Vatasescu
- Victor Rebengiuc como Grigore Cafanu
- Razvan Vasilescu como Capt.Burcea
- Gabriel Spahiu como Nelu
- Dan Tudor
- Doru Ana como Gili